# Ljusauktion
Ljusauktion (engelska candle auction) är en speciell typ av auktionsförfarande. Det användes från cirka 1490 till 1893 och används ännu idag för vissa ceremoniella ändamål, men kan även genomföras on-line på nätet. Efter 1674 ersattes ljusauktioner efter hand av engelsk auktion. Båda auktionstyperna är stigande öppna auktioner.
I den klassiska ljusauktionen tänder auktionisten en entums talgdank på estraden och tar emot bud endast så länge ljuset brinner, vilket kan vara 15 till 20 minuter, en något längre tid jämfört med en engelsk auktion, som normalt tar 20 sekunder upp till 10 minuter.
I Samuel Pepys (1633–1703) berömda dagbok från London återger han två tillfällen, den 6 november 1660 och 3 september 1662, då hans arbetsgivare amiralitetet sålde övertaliga fartyg “by an inch of candle”.
Ljusauktioner kan även genomföras på nätet, då auktionen kännetecknas av oförutsägbarheten rörande tidsögonblicket då inga fler bud kommer in. Utan hjälp av något ljus låter man då en dator slumpmässigt välja en tidpunkt då auktionen tar slut. Vissa online-auktioner fungerar på detta sätt, och beskrivs som "Candle auction" trots att inga ljus används.
Oavsett metod (ljus eller dator) är avsikten att förhindra att budgivarna väntar till sista sekunden med att lämna sina slutbud. I stället kommer buden överlag att inges något tidigare, inom den “säkra perioden”.